# Cercopithecus wolfi
Macaco-de-wolf (Cercopithecus wolfi) é um Macaco do Velho Mundo da subfamília Cercopithecinae. Ocorre na África Central, principalmente entre a República Democrática do Congo e Uganda. Vive em florestas chuvosas de terras baixas e pantanosas, tanto primária, quanto secundária.

## Taxonomia
Foi descrita a partir de um exemplar vivo, no Zoológico de Dresden. Foi levado em 1887 por Ludwig Wolf, do centro-oeste da África. Foi descrita em 1891 e nomeada em homenagem a seu coletor. Este exemplar morreu em 1891 e o esqueleto foi descrito em 1894.
C. wolfi está no grupo C. mona dentro do gênero Cercopithecus junto com Cercopithecus campbelli, Cercopithecus denti, Cercopithecus lowei, Cercopithecus mona, e Cercopithecus pogonias. C. wolfi já foi previamente considerada subespécie de C. pogonias. O gênero Cercopithecus está na subfamília Cercopithecinae junto com babuínos. Está subfamília compartilha diversas características como bolsas nas bochechas, cúspidas baixas e arrendondadas nos molares e estômagos simples: todas adaptações à frugivoria.
São reconhecidas duas subespéciess que são separadas por uma grande área de floresta pantanosa:
- C. wolfi wolfi, encontrado entre o rio Congo e o rio Sankuru.
- C. wolfi elegans, encontrado entre o rio Lomami e o rio Lualaba.

## Descrição

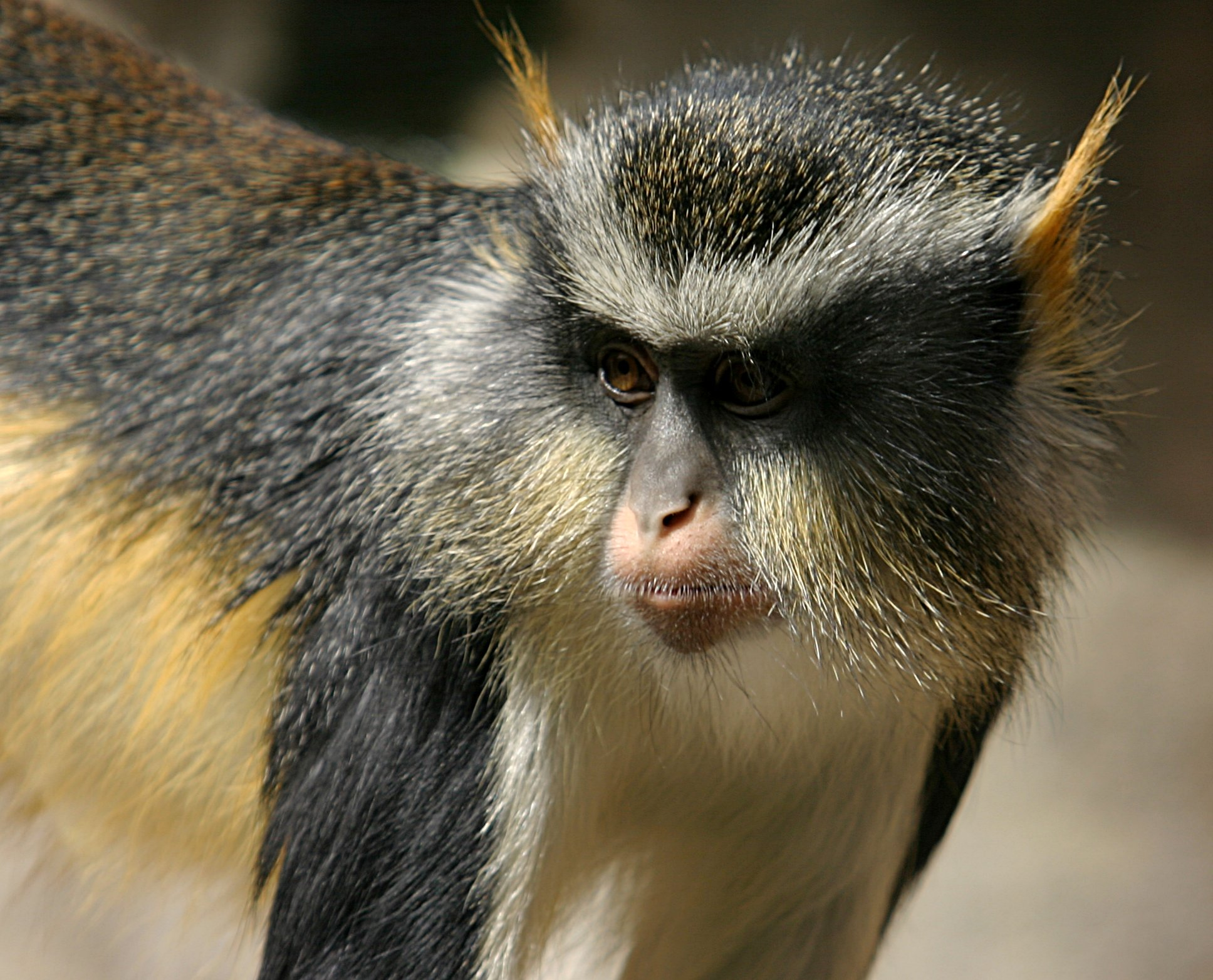
Facial close-up

Os cercopitecos são o maior grupo de primatas africanos, e são muito coloridos. Sua cor é usada na comunicação intraespecífica no reconhecimento de indivíduos, espécies e potenciais cópulas. C. wolfi possui cor cinza escuro com o lombo de cor vermelha. A pelagem varia entre as subespécies: C. wolfi wolfi possui um mancha castanha no meio das costas. Seus braços são pretos e as pernas, vermelhas. Possui o ventre amarelo, ocasionalmente com um lisra laranga abaixo dos flancos. Os bigodes das bochechas são amarelo, e os tufos das orelhas são vermelho. C. wolfi elegans possui as costas que se torna gradualmente marrom até as ancas. As pernassão cinza claro, enquanto que a parte interna é branca. Os tufos nas orelhas são brancos. O escroto é azul. A espécie é sexualmente dimórfico em tamanho. Machos são mais pesados, sendo em média, quase duas vezes mais pesados (4,5 kg e 2 ,5 kg, respectivamente) Seu tamanho pequeno o torna susceptível a predadores, como o leopardo e a águia-coroada.

## Ecologia e comportamento

### Forrageamento e dieta
A dieta da espécie depende do local. Embora seja predominantemente frugívoro, C. wolfi pode se alimentar de sementes e insetos. Já que não possui adaptações para a folivoria, alimenta-se somente de folhas jovens e fáceis de digerir.

### Organização social

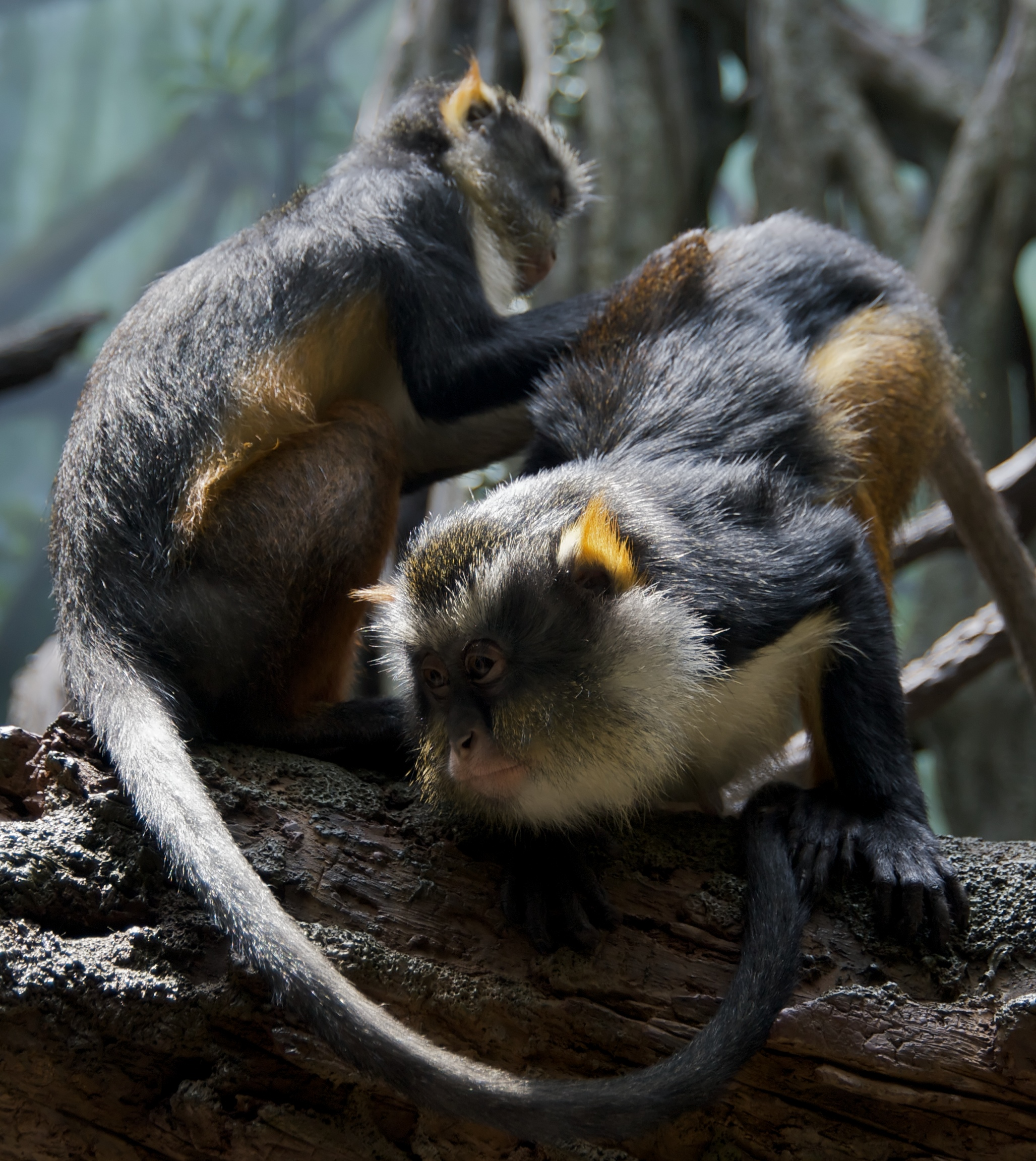
Grooming

A estação de acasalmento é de junho até dezembro devido ser uma época chuvosa e com mais disponibilidade de alimento. Vive em grupos com um macho e várias fêmeas. As fêmeas são filopátricas, e os machos deixam o grupo quanto alcançam a maturidade sexual. Existe intensa competição para se tornar macho alfa, visto que um único macho controla as cópulas dentro do grupo. As fêmeas formam associações mais estáveis e duradouras. Ao contrário do que observado com primatas do gênero Macaca, não existe um forte hierarquia de dominância linear.
Os grupos geralmente são intolerantes com a presença de estranhos. Tanto machos quanto fêmeas são agressivos em encontros entre grupos. São extremamente territoriais, com vocalizações específicas para encontros agonísticos.
Os cercopitecos, que vivem em ambientes de floresta, desenvolveram bolsas nas bochechas, que também evoluíram no gênero Macaca. Tais bolsas surgiram como uma resposta à intensa competição entre espécies, devido à formação de grupos mistos com outros macacos.